# Saint-Lin-Laurentides
Saint-Lin-Laurentides é uma cidade localizada na província de Quebec no Canadá.